# Бурбулатове
Бурбулатове́ — село в Україні, у Близнюківській селищній громаді Лозівського району Харківської області. Населення становить 468 осіб. До 2020 орган місцевого самоврядування — Бурбулатівська сільська рада.

## Географія
Село Бурбулатове знаходиться за 7 км від селища Близнюки і за 1 км від села Вільне Перше. Розташоване на початку балки Бритай по якій протікає пересихає струмок, один з витоків річки Бритай. На струмку побудована загата. За 2 км знаходиться Миколаївський Ставок. Поруч проходить автомобільна дорога Т 2113. Є залізнична станція Бурбулатівська.

## Історія
- 1750 — дата заснування. Засноване втікачами з Полтавщини. Вони оселялися на землях поміщика, який охоче їх прийняв як дешеву робочу силу. За переказами, на початку XIX століття село одержало назву Бурбулатове від слів «бір» та «Булатов» (прізвище поміщика до якого прилягав бір). Наприкінці XIX століття землі навколо Бурбулатового належали поміщику А. Адамову.
- У 1914 році засновано школу.
- На околиці сучасного села до 40-х рр. XX століття існувало село Роменці, яке після війни було об'єднано з Бурбулатовим.
- За 1 км. з лівого боку від залізничної зупинки існувало с. Варварівка. Воно згадується у списках населених пунктів Павлоградського повіту Катеринославської губернії. Населення становило 68 чол.
- У жовтні 1941 року село Бурбулатове було окуповане німецько-нацистськими загарбниками. 17—18 травня 1942 року в районі Бурбулатового 14-а гвардійська дивізія під командуванням Героя Радянського Союзу генерал-майора І. М. Шепетова і 51-а Перекопська дивізія прийняли на себе основний удар великого угрупування (до 5-ти дивізій) Вермахту, які наступали з району Краматорська. В боях за звільнення села навесні 1943 року відзначилися воїни 1159-го стрілецького полку. Батарея лейтенанта В. Т. Харенка вела вогонь по ворогу з району школи. Окупанти здогадалися, що воїни зі школи корегують вогонь. Вони зруйнували приміщення, перервали зв'язок. Був убитий начальник зв'язку капітан Вишневський, а ті, що зостались живі, продовжували битись. Остаточно село було звільнене під час вересневих боїв 1943 року. Радянські воїни—визволителі поховані у братській могилі у центрі села. В могилі поховані 123 воїни, з них відомі прізвища 10-ти. Багато жителів села Бурбулатове брали участь у боях на фронтах німецько-радянської війни, 164 з них загинули смертю хоробрих.
- 12 червня 2020 року, відповідно до Розпорядження Кабінету Міністрів України № 725-р «Про визначення адміністративних центрів та затвердження територій територіальних громад Харківської області», увійшло до складу Близнюківської селищної громади.[1]
- 19 липня 2020 року, в результаті адміністративно-територіальної реформи та ліквідації Близнюківського району, увійшло до складу Лозівського району Харківської області.[2]

## Економіка
Переважно приватні фермерські господарства

## Культура
- Дитячий садок.
- Школа I—III ступенів.
- Будинок культури.
- Бібліотека.

## Пам'ятки
- Ботанічний заказник місцевого значення «Бурбулатівський». Площа 99,1 га. Розміщений біля села Бурбулатове. Справжні і чагарникові степи з участю формацій ковили волохатої, к. Лессінга і мигдалю степового (Зелена книга України). В травостої — декоративні рідкісні види: шафран сітчастий, волошка Талієва, горицвіт весняний, сон лучний, барвінок трав'янистий. В Червону книгу України занесені 4, у Червоний список Харківщини — 10 видів рослин.

## Постаті
- Кашковар Костянтин Ігорович (1990—2022) — головний сержант Збройних сил України, учасник російсько-української війни.